# Дембовежхи
Дембовежхи (пол. Dębowierzchy) — село в Польщі, у гміні Тшебешув Луківського повіту Люблінського воєводства.
Населення — 212 осіб (2011).
У 1975-1998 роках село належало до Седлецького воєводства.

## Демографія
Демографічна структура станом на 31 березня 2011 року:
|          | Загалом | Допрацездатний вік | Працездатний вік | Постпрацездатний вік |
| -------- | ------- | ------------------ | ---------------- | -------------------- |
| Чоловіки | 98      | 29                 | 52               | 17                   |
| Жінки    | 114     | 36                 | 55               | 23                   |
| Разом    | 212     | 65                 | 107              | 40                   |